# سایبرسیکس
سایبرسیکس (انگلیسی: Cybersix) مجموعه ای از کمیکهای آرژانتینی است که ابتدا در سال ۱۹۹۲ منتشر شد. این مجموعه ابتدا در نوامبر ۱۹۹۳ در اسپانیا منتشر شد.
ابرقهرمان سایبرسیکس (به درستی Cyber-6)، یک مهندسی ژنتیک است، که به عنوان یک آموزگار ادبیات دبیرستان پسرانه روزگار می‌گذراند، و در طول شب با سلاح‌های بیولوژیکی هیجان انگیز ساخته خودش مبارزه می‌کند.

## داستان
سایبرسیکس در واقعاً یک انسان مصنوعی است که توسط یک دانشمند خبیث به نام دکتر فون ریشتر ساخته شده و شبها به همراه دستیار پلنگ خود به نام Data-7 به دنبال دیگر مخلوقات دکتر ریشتر می‌گردد تا مایعی که برای زنده ماندن به وی نیاز داشت را از آن‌ها به دست بیاورد. روزها هم که در قالب یک معلم دبیرستان ظاهر می‌شد. پس از ۱۳ قسمت این سریال متوقف شد.

## طرح
دکتر فون ریشتر عضو اس‌اس و حزب نازی یک مهندس ژنتیک است که در اردوگاه‌های کار اجباری آلمان نازی در جنگ جهانی دوم کار می‌کند و اندام سایبرنتیک را در جسد زندانیان مرده به کار می‌گیرد و تلاش می‌کند تا آن‌ها را به عنوان یکی از ارتش آدولف هیتلر تجدید کند. با این حال، پس از اینکه نیروهای متفقین نازی‌ها را شکست دادند ریشتر همچنان به انجام آزمایش‌هایش در آمریکای جنوبی ادامه می‌دهد.

## تاریخ تولید

### سری انیمیشن

#### صدا پیشگان
- کتی وسلاکی به عنوان سایبرسیکس
- مایکل دوبسون به عنوان لوکاس آماتو
- تری کلاسن به عنوان فون ریچتر
- اندرو فرانسیس به عنوان جولیان
- الکس دودوک به عنوان خوزه
- جنیس جاد به عنوان لوری اندرسون
- آل. هاروی گلد به عنوان ترا

صدای‌های دیگر توسط برایان دراموند و شانتال استرند ارائه شده‌است.

#### فهرست قسمت‌ها
| سری # | فصل# | عنوان                            | تاریخ اصلی انتشار |
| ----- | ---- | -------------------------------- | ----------------- |
| ۱     | ۱    | «The Mysterious Shadow»          | ۶ سپتامبر ۱۹۹۹    |
| ۲     | ۲    | «Data 7 & Julian»                | ۱۳ سپتامبر ۱۹۹۹   |
| ۳     | ۳    | «Terra»                          | ۲۰ سپتامبر ۱۹۹۹   |
| ۴     | ۴    | «Yashimoto, Private Eye»         | ۲۷ سپتامبر ۱۹۹۹   |
| ۵     | ۵    | «Lori Is Missing»                | ۴ اکتبر ۱۹۹۹      |
| ۶     | ۶    | «Blue Birds of Horror»           | ۱۱ اکتبر ۱۹۹۹     |
| ۷     | ۷    | «Brainwashed»                    | ۱۸ اکتبر ۱۹۹۹     |
| ۸     | ۸    | «Gone with the Wings»            | ۲۵ اکتبر ۱۹۹۹     |
| ۹     | ۹    | «The Eye»                        | ۱ نوامبر ۱۹۹۹     |
| ۱۰    | ۱۰   | «Full Moon Fascination»          | ۸ نوامبر ۱۹۹۹     |
| ۱۱    | ۱۱   | «The Greatest Show in Meridiana» | ۱۵ نوامبر ۱۹۹۹    |
| ۱۲    | ۱۲   | «Daylight Devil»                 | ۲۲ نوامبر ۱۹۹۹    |
| ۱۳    | ۱۳   | «The Final Confrontation»        | ۲۹ نوامبر ۱۹۹۹    |